# Bordeaux Open 1988
L'ATP Bordeaux 1988 è stato un torneo di tennis giocato sulla terra rossa. È stata la 10ª edizione dell'ATP Bordeaux, che fa parte del Nabisco Grand Prix 1988. Il torneo si è giocato a Bordeaux in Francia, dal 25 al 31 luglio 1988.

## Campioni

### Singolare maschile
Thomas Muster ha battuto in finale  Ronald Agénor con il punteggio di 6–3, 6–3

### Doppio maschile
Joakim Nyström /  Claudio Panatta hanno battuto in finale  Christian Miniussi /  Diego Nargiso con il punteggio di 6–1, 6–4